# Alungeni, Covasna
Alungeni (în maghiară Futásfalva) este un sat în comuna Turia din județul Covasna, Transilvania, România. Se află în Depresiunea Târgu Secuiesc, la poalele munților Bodoc.